# Hokejová karta

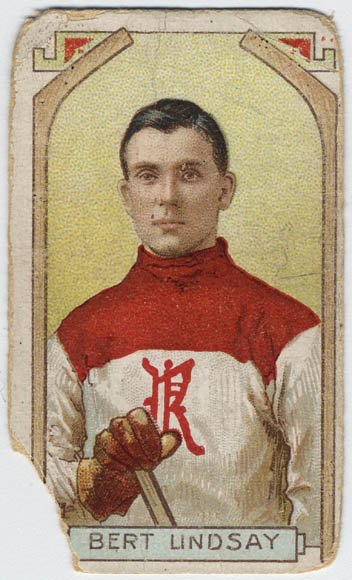
Kanadská karta z roku 1910

Hokejová karta je druh sběratelské karty, která se nejčastěji tiskla na nějaký druh kartonu, s motivem hokeje. Na přední straně se nejčastěji uvádí jen jméno hráče a tým, popř. nějaké doplňující informace. Na straně druhé se mohou objevit statistiky, stručné informace o hráči a životopisné informace. Na starších kartách se zde mohla objevit i reklama.
Tyto karty nemají žádnou určenou velikost, ale postupem času se standardizovaly do obdélníku na výšku 8,89 cm a na šířku 6,35 cm.[zdroj?]

## Historie
První karty se objevily v balíčcích s cigaretami v letech 1910–1913. Po první světové válce, v letech 1924–1925, byla vydána ještě jedna řada cigaret s hokejovými kartami.
Roku 1920 byly karty tištěny potravinářskou společností. Od roku 1941, tiskla hokejové karty společnost O-Pee-Chee, ta však produkci zastavila po druhé světové válce.
Další série byla v letech 1951–1952 vydávána Shirriff Desserts, York Peanut Butter a Post Cereal. Torontská firma Parkhurst začala s vydáváním karet v roce 1951. Následovala firma Topps která začala s tiskem roku 1954–1955. O-Pee-Chee a Topps karty neprodukovaly roku 1955 a 1956, avšak následující rok se ke kartám vrátily.
Na americkém trhu se v dnešní době objevují desítky firem, které se zabývají tiskem hokejových karet. K nejznámějším patří Upper Deck, Pro Set, Pinnacle aj.

## Hokejové karty v Česku
První vydání hokejových karet v Česku značky APS byl v letech 1994/1995. Na kartách se objevili všichni hráči 12 týmů tehdejší doby a trenéři. Díky stávce v NHL se v české lize objevovali i hráči jako Jaromír Jágr, díky tomu stoupla popularita těchto karet.
APS vydávaly karty do roku 1997/1998, kdy vyšla poslední série těchto karet. V následujícím ročníku, kdy už APS nevychází, objevuje se nový vydavatel karet – OFS. Tyto karty vychází do dnešních dnů. Ve stejném ročníku jako OFS vycházela také DS, vydáváním těchto karet bylo ukončeno v roce 2002/2003.
Zajímavou sérií se stala série Score, které vycházela jen jednu sezonu, a to v roku 1999/2000. Na těchto kartách se objevili hráči z české 2. nejvyšší ligy, v té době nazývaná 1. DZ liga.